# Scutascirus contiguus
Scutascirus contiguus är en spindeldjursart som beskrevs av Leonila A. Corpuz-Raros och Rufino C. Garcia 1996. Scutascirus contiguus ingår i släktet Scutascirus och familjen Cunaxidae. Inga underarter finns listade i Catalogue of Life.